# Radioland
Albums de Nicolette Larson
Live at the Roxy
(1979) All Dressed Up & No Place to Go
(1982)
Radioland est le troisième album studio de Nicolette Larson, sorti en 1980.
L'album s'est classé 62e au Billboard 200.

## Liste des titres
| 1. | Radioland                                           | Sumner Mering                                        | 3:05 |
| 2. | Ooo-Eee (featuring Linda Ronstadt et Ted Templeman) | Annie McLoone                                        | 3:27 |
| 3. | How Can We Go On (featuring Maureen McDonald)       | Andrew Kastner                                       | 3:24 |
| 4. | When You Come Around (featuring Maureen McDonald)   | Andrew Kastner, Larry John McNally, Nicolette Larson | 2:49 |

| 1. | Tears, Tears and More Tears (featuring Maureen McDonald et Ted Templeman) | Allen Toussaint | 3:43 |
| 2. | Straight from the Heart (featuring Ted Templeman)                         | Andrew Kastner  | 3:32 |
| 3. | Been Gone Too Long (featuring Maureen McDonald et Ted Templeman)          | Lauren Wood     | 3:22 |
| 4. | Fool For Love (featuring Ted Templeman)                                   | Adam Mitchell   | 3:40 |
| 5. | Long Distance Love                                                        | Lowell George   | 2:56 |